# Max Hermens
Max Hermens (* 31. Oktober 1997) ist ein niederländischer Eishockeyspieler, der seit 2017 bei den Tilburg Trappers in der Oberliga Nord, der dritthöchsten deutschen Spielklasse, unter Vertrag steht.

## Karriere

### Clubs
Max Hermens begann seine Karriere als Eishockeyspieler bei den Zoetermeer Panters, für die er als 14-Jähriger in der Eerste divisie, der zweithöchsten niederländischen Spielklasse, debütierte. Zur Spielzeit 2013/14 wechselte er zu den Eindhoven Kemphanen, für die er jedoch nur zu einem Spiel in der Ehrendivision kam. Überwiegend spielte er mit dem „Talentteam“ des Niederländischen Eishockeybundes in der Eerste divisie. 2014 zog es ihn nach Schweden, wo er zunächst für die U18- und die U20-Mannschaft des Nacka HK auf dem Eis stand. Anfang 2016 wechselte er zu den Malmö Redhawks in die J20 SuperElit, die höchste Juniorenspielklasse Schwedens. Zur folgenden Saison kehrte er nach Nacka zurück und kam dort neben seinen Spielen in der U20 auch zu Einsätzen in der Herren-Mannschaft Hockeyettan. 2017 kehrte er in die Niederlande zurück und spielt dort mit den Tilburg Trappers in der Oberliga Nord, der dritthöchsten deutschen Spielklasse, die er mit dem Team 2018 gewinnen konnte.

### International
Für die Niederlande nahm Hermens an den Spielen der Division II der U18-Weltmeisterschaften 2013, 2014, als er bester Vorlagengeber des Turniers war, und 2015, als er erneut die meisten Torvorlagen gab und zudem mit seinem Landsmann Guus van Nes auch Topscorer des Turniers wurde, sowie den U20-Weltmeisterschaften 2015 und 2017 teil.
In der Herren-Nationalmannschaft spielte Hermens erstmals bei der Weltmeisterschaft 2016 in der Division II, als der Aufstieg in die Division I gelang. Dort spielte er dann bei der 2017.

## Erfolge und Auszeichnungen
- 2013 Aufstieg in die Division II, Gruppe A, bei der U18-Weltmeisterschaft der Division II, Gruppe B
- 2014 Bester Vorlagengeber bei der U18-Weltmeisterschaft der Division II, Gruppe A
- 2015 Topscorer und bester Vorlagengeber bei der U18-Weltmeisterschaft der Division II, Gruppe A
- 2016 Aufstieg in die Division I, Gruppe B, bei der Weltmeisterschaft der Division II, Gruppe A
- 2018 Deutscher Oberligameister mit den Tilburg Trappers